# Paranormal initiation
Pour plus de détails, voir Fiche technique et Distribution.
Paranormal initiation (titre original : American Horror House) est un téléfilm d'horreur américain écrit par Anthony C. Ferrante et réalisé par Darin Scott Southam, sorti en 2012. Il met en vedettes dans les rôles principaux Alessandra Torresani, Cameron Deane Stewart, Jackie Tuttle et Dave Randolph-Mayhem Davis.

## Synopsis
La nuit d’Halloween, des fantômes envahissent la maison d’une sororité étudiante, tandis qu’une mère au foyer vengeresse se lance dans une folie meurtrière. Les sœurs doivent tenter de survivre à la nuit.

## Distribution
- Alessandra Torresani : Daria
- Cameron Deane Stewart : Derek
- Dave Davis : Lloyd
- Morgan Fairchild : Miss Margot
- Jackie Tuttle : Colleen
- Salina Duplessis : Sarah
- Gralen Bryant Banks : Détective Hammond
- Ashton Leigh : Tish
- Cait Taylor : Kaylee
- Sydney Spies : Missy
- Jennie Kamin : Riley
- Sarah Ellis Smith : Marylynn Scott
- Isabel Cueva : Miss Pena
- Carol Jean Wells : Rosemary Adams
- Ramona Tyler : Sandy Adams
- Skipper Landry : James Adams
- Evelyn Boyle : Charlotte Harris
- Donna Duplantier : Shirley Margot[1]

## Production
Le tournage a eu lieu sur le campus de l'Université d'État de Louisiane à Baton Rouge, en Louisiane, aux États-Unis. Le film est sorti le 13 octobre 2012 aux États-Unis, son pays d’origine.

## Réception critique
Cameron Waggoner écrit : « Des effets d’horreur étonnamment bons sont gaspillés sur un film d’horreur inefficace et finalement ennuyeux, qui n’a aucune substance, ce qui est du en grande partie à sa distribution boiteuse de caricatures universitaires. »
Damosuzuki écrit que le film « est stupide, fade et assez ennuyeux. Les filles sont décentes, et il y a quelques moments gore amusants. »
American Horror House recueille un score d’audience de 9% sur Rotten Tomatoes.